# Caso Infinito Gold contra Costa Rica
El caso Infinito Gold contra Costa Rica fue un proceso arbitral iniciado el 4 de marzo de 2014 y concluido el 15 de julio de 2024 que consistió en una demanda presentada por la empresa minera Infinito Gold Ltd. (IGFFF) contra el Estado costarricense, ante el Centro Internacional de Arreglo de Diferencias Relativas a Inversiones (CIADI). La referencia al proceso fue Caso CIADI n.º ARB/14/5 y el nombre del caso fue: Infinito Gold Ltd. contra la República de Costa Rica.
Infinito Gold demandó a Costa Rica por un monto que inicialmente se fijó en 94 millones de dólares, pero que fue elevado finalmente hasta los 400 millones, sobre la base del Acuerdo entre el Gobierno de la República de Costa Rica y el Gobierno de Canadá para la Promoción y Protección Recíproca de Inversiones, suscrito el 18 de marzo de 1998 y que entró en vigor el 29 de septiembre de 1999; y del Convenio sobre Arreglo de Diferencias Relativas a Inversiones entre Estados y Nacionales de Otros Estados, el cual entró en vigor el 14 de octubre de 1966.
La compañía pretendía abrir una mina de oro a cielo abierto en la localidad Crucitas de Cutris en el cantón alajuelense de San Carlos bajo su filial Industrias Infinito Sociedad Anónima. La empresa obtuvo un permiso de exploración minera e intentó desarrollar el proyecto, sin embargo, sobre la marcha, Costa Rica adoptó medidas políticas para prohibir la minería metálica a cielo abierto. Además, se entablaron procesos judiciales en la jurisdicción local para traerse abajo la concesión minera otorgada a la empresa, alegando la existencia de múltiples ilegalidades en el otorgamiento de los permisos.
El 3 de junio de 2021, después de siete años de iniciado el proceso, el CIADI falló a favor de Costa Rica y denegó a Infinito Gold Ltd. sus pretensiones de indemnización. Además, ordenó a las partes sufragar el 50 % de los costos del procedimiento y sus respectivos honorarios legales y demás costos.
El 18 de octubre del 2021 Infinito Gold introdujo una solicitud de anulación del laudo y el CIADI constituyó un comité ad hoc dedicado a su estudio el 6 de enero del 2022. El 2 de mayo el proceso de anulación fue suspendido por impago de la empresa a los anticipos requeridos de conformidad con el Reglamento Administrativo y Financiero del CIADI, y se reanudó el 2 de noviembre una vez cumplidas las obligaciones económicas. El 15 de julio de 2024 el tribunal ad-hoc declaró cerrado el procedimiento de nulificación tras una solicitud de descontinuación planteada por Infinito Gold.

## Antecedentes

### Minería en Costa Rica
La minería en Costa Rica se convirtió en una importante actividad económica a mediados del siglo XIX cuando los costarricenses buscaban penetrar el mercado mundial en un intento que los hiciera superar el aislamiento colonial. A partir de ahí esta actividad, junto con la minería no metálica, especialmente de agregados para la construcción, la caña de azúcar, el tabaco y el café se convirtieron en factores productivos preponderantes para el país.
Costa Rica dispone de recursos mineros significativos como son el carbonato de calcio, sílice, azufre, manganeso, bauxita, diatomita, hierro, plata y oro entre otros, sin embargo, está prohibida la minería metálica a cielo abierto desde 2010 y solo es posible realizar minería metálica en forma subterránea. Además, se reservaron los cantones de Abangares, Golfito y Osa para el desarrollo de minería de subsistencia y a pequeña escala, según la Ley 8904 y dentro de esta ley existió un transitorio que permitió a los mineros artesanales trabajar con mercurio en la recuperación de oro hasta 2019.
A pesar de la moratoria a la minería a cielo abierto para minerales metálicos, aunado al transitorio por el uso de mercurio en el proceso de recuperación de oro, en el país existen cuatro regiones que presentan actividad relacionada con ese mineral.
En la región Chorotega, específicamente en el cantón Abangares hay cinco trámites de concesión de exploración, tres concesiones vigentes de explotación y una planta de beneficio conocida como «Planta La Luz»; sin embargo, ninguna de estas se encuentra activa y, por lo tanto, no hay reportes de producción. A pesar de lo anterior, se tienen datos extraoficiales de una producción total de 700 kilogramos de oro, tomando en cuenta una reducción sustancial de los coligalleros activos comparado con el período pasado, ya que se mantiene una migración hacia el sector de Crucitas.
En la región Pacífico Central, específicamente en el cantón Montes de Oro hay 11 trámites de concesión de exploración, dos de los cuales se encuentran activos, además de tres concesiones vigentes conocidas como «Toyota», «La Unión» y «Bellavista».
En la región Central 2, específicamente en el cantón San Ramón la «Mina Moncada» y la «Mina Chassoul» tienen habilitada la etapa de exploración y explotación, sin embargo, solo esta última reporta las actividades de prospección realizadas. La planta fue inaugurada y puesta en marcha y reportó una producción con buenos resultados en los dore obtenidos y con contenidos promedio de oro y plata entre un 80 % y un 10 % respectivamente.
Por último está la región Huetar Norte que continúa activa por la situación de invasión en el área que fue objeto del proyecto Crucitas de la compañía Industrias Infinito. En una valoración económica actualizada que realizó el subdirector de la Dirección de Geología y Minas en conjunto con el coordinador de la región, analizando las áreas afectadas se encontró que fueron impactadas otras fincas en un área efectiva cercana a las 11 hectáreas y la estimación de la producción supera los 2400 kilos de oro.

### Infinito Gold Ltda
Infinito Gold Ltd. es una empresa minera canadiense que realiza labores de exploración y explotación de minas en Venezuela, Guyana y Brasil. También registra operaciones en Nicaragua e intentó operar la «Mina Crucitas» en Costa Rica bajo su subsidiaria Industrias Infinito S.A.
Los accionistas de la empresa eran Exploram Enterprises Ltd. y Auro Investments Ltd. Exploram es propiedad a su vez de Coril Holdings Ltd., cuyo dueño es Ronald Mannix, uno de los hombres más adinerados de Canadá con una fortuna por encima de los 3000 millones de dólares, y que controlaba más de la mitad de las acciones de Infinito Gold. La Junta Directiva estaba integrada por John Morgan como presidente y director ejecutivo de la compañía, Steven Dean como presidente de la junta, John Thomas como vicepresidente de operaciones y John Amundrud, Fred Peschke y George Chapel como directores miembros.
En octubre de 2008, la Fundación Arias para la Paz del presidente Óscar Arias Sánchez confirmó al periódico La Nación que Mannix ofreció realizar un donativo de 250 000 dólares. El diario costarricense reveló el ofrecimiento hasta en abril del 2011, luego que una de sus periodistas entregara a la Fiscalía General de la República el documento de la Fundación confirmando el ofrecimiento, lo que motivó la apertura de una investigación penal al respecto. En julio de 2019, el caso fue desestimado por un tribunal de juicio.
El 7 de enero de 2010, la empresa minera informó que Exploram Enterprises y Auro Investments habían renunciado por sexta vez a la declaratoria de incumplimiento de pagos por parte de la compañía por más de 50 millones de dólares en bonos a la espera de que la Sala Constitucional de la Corte Suprema de Justicia se pronunciara sobre el proyecto minero en Costa Rica.
El 12 de febrero de 2010, Infinito anunció la firma de un acuerdo para continuar las labores de exploración minera en un área de 25 000 hectáreas en Nueva Segobia, Nicaragua, ubicada cerca del río Chachagua. Asimismo, anunció la inversión de casi 5 millones de dólares durante 51 meses en tareas de exploración, programas sociales y pagos al titular de la concesión.
El 20 de febrero de 2013, la empresa anunció la venta de sus activos de procesamiento minero en Costa Rica a la empresa Zandor Capital S.A. de Colombia por 4 millones de dólares, señalando la imposibilidad de emplearlos en Costa Rica tras perder la concesión minera en virtud de una sentencia del Tribunal Contencioso Administrativo de ese país. Tras la decisión de venta de sus equipos, la bolsa de valores de Canadá anunció que Infinito Gold ya no cumplía con los requisitos de cotización continua de nivel 1 de la bolsa de valores, por lo que la degradaba al nivel 2. Las acciones de Infinito Gold pasaron de 1910 dólares el 19 de mayo de 2002 a 0.123 dólares el 21 de noviembre de 2010, posterior a la primera sentencia judicial en Costa Rica que la despojó de su concesión.
En diciembre de 2014 la empresa recibió un préstamo de 250 000 dólares por parte de su accionista principal para mantener estabilidad en los estados financieros y a la espera de una victoria arbitral contra Costa Rica en instancias internacionales, sin embargo, en julio de 2015 Infinito Gold anunció que se declaraba en bancarrota luego que su principal financista dijera que no giraría más fondos a la empresa, que los miembros de la Junta Directiva renunciaran a los cargos que ocupaban y tras registrar un déficit de más de 160 millones de dólares. Erich Rauguth fue designado presidente interino de la empresa e informó que el único propósito de la compañía sería buscar indemnizaciones por sus negocios fallidos en Costa Rica, pues se habían quedado sin activos para operar. Rauguth murió en Canadá el 20 de octubre de 2021.

## Proyecto minero Crucitas

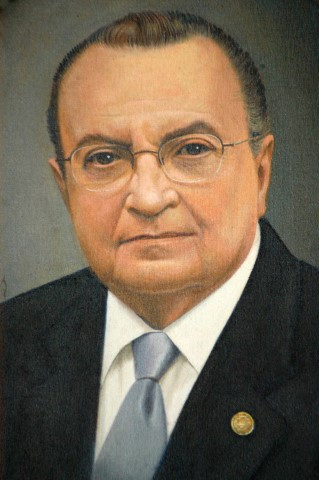
Abel Pacheco de la Espriella.

Industrias Infinito obtuvo un permiso de exploración para el área de Crucitas en 1993 y fue prorrogado hasta el 18 de septiembre de 1999. Entre 1993 y 2000 la empresa realizó perforaciones y estudios para determinar la existencia y tamaño de potenciales depósitos de oro, por lo que realizó un estudio de prefactibilidad en 1996 y tres años más tarde un estudio de factibilidad que demostraba la existencia de yacimientos de ese mineral en una área considerable de Crucitas. El 13 de diciembre de 1999 la empresa presentó ante la Dirección de Geología y Minas de Costa Rica una solicitud de concesión minera en un área de 10 kilómetros cuadrados en Cutris, la cual fue otorgada el 17 de diciembre del 2001.
El 12 de junio del 2002 entró a regir una moratoria nacional a la minería metálica de oro a cielo abierto mediante el Decreto Ejecutivo n.º 30477-MINAE, firmado por el entonces presidente Abel Pacheco de la Espriella, el cual disponía que todos los trámites relacionados con la exploración y explotación del mineral que se encontraban pendientes ante la Dirección de Geología y Minas y ante la Secretaría Técnica Nacional Ambiental (SETENA) a la fecha de publicación del decreto debían suspenderse y que todo derecho adquirido antes de la publicación del decreto sería respetado. A pesar del decreto del presidente Pacheco, el Ministerio de Ambiente, la SETENA, ni la Dirección de Geología y Minas suspendieron los procedimientos de otorgamiento del permiso de viabilidad ambiental a la empresa Industrias Infinito.
El 26 de noviembre del 2004 la Sala Constitucional de la Corte Suprema de Justicia declaró «con lugar» un recurso de amparo contra el otorgamiento de la concesión de explotación minera al señalar que existió una violación al artículo 50 de la Constitución Política de Costa Rica al haberse dado la concesión sin tener un estudio de impacto ambiental previo y porque la resolución firmada por el entonces presidente de la República, Miguel Ángel Rodríguez Echeverría y la ministra de Ambiente y Energía, Elizabeth Odio Benito que otorgó la concesión para la explotación de oro, plata, cobre y minerales asociados era «inconstitucional» por violación al principio preventivo y derecho constitucional al disfrute de un medio ambiente sano y equilibrado.

Se declara con lugar el recurso por violación al artículo 50 de la Constitución Política. En consecuencia, se anula la resolución R-578-2001-MINAE, de las nueve horas del diecisiete de diciembre de dos mil uno, el (sic) Presidente de la República y la Ministra del Ambiente y Energía, que otorga la concesión de explotación minera a Industrias Infinito Sociedad Anónima, todo sin perjuicio de lo que determine el estudio de impacto ambiental. Se condena al Estado al pago de las costas, daños y perjuicios causados con los hechos que sirven de base a esta declaratoria, los que se liquidarán en ejecución de sentencia de lo contencioso administrativo.
Sala Constitucional.

El 12 de diciembre del 2005 la SETENA otorgó la viabilidad ambiental al proyecto minero Crucitas con un área total de 305,90 hectáreas, un plan de extracción de mineral en capa superficial o saprolita en parcelas de 21 hectáreas cada año hasta completar seis parcelas y por un periodo de 10 años incluidos 18 meses de construcción, seis años de operación y 18 meses para el cierre técnico del proyecto. Industrias Infinito pretendía procesar el material en un circuito gravitatorio y posteriormente pasar al proceso químico por medio de tanques de cianuración en circuito cerrado, su estimación era producir 4000 toneladas diarias de material para extraer 90 000 onzas de oro por año (aproximadamente 3000 kilogramos de oro por año).
A finales de mayo del 2007 la empresa minera solicitó que se convalidara la resolución del 2001 que le otorgaba la concesión de explotación para el proyecto Crucitas indicando que ya había sido aprobado el estudio de impacto ambiental y en diciembre de ese mismo año solicitó a SETENA aprobarle cambios al proyecto en relación con la cota máxima de extracción, los cuales recibieron visto bueno en febrero del 2008.
El 21 de abril del 2008 el Poder Ejecutivo ordenó revivir la resolución 578-2001-MINAE, que había sido anulada por la Sala Constitucional para otorgar de nuevo la concesión de explotación minera a la empresa, pese a que estaba vigente la moratoria a esa actividad emitida por el expresidente Pacheco de la Espriella. El 4 de junio del 2008, el presidente Óscar Arias Sánchez y el ministro de Ambiente y Energía, Roberto Dobles Mora derogaron el decreto 30477-MINAE que había declarado la moratoria minera en Costa Rica.

Arias Sánchez y Dobles Mora firmaron el decreto 34801-MINAET, publicado en el diario oficial La Gaceta el 17 de octubre del 2008, declarando «de interés público y conveniencia nacional» el proyecto minero Crucitas, por lo que ese mismo día el Área de Conservación Arenal-Huetar Norte del Ministerio de Ambiente aprobó una solicitud de cambiar el uso de suelo y la consecuente corta de árboles en áreas boscosas, áreas de uso agropecuario sin bosque y áreas de plantaciones en los terrenos de la empresa minera.
El 19 de octubre de 2008, el abogado ambientalista Edgardo Araya Sibaja presentó un recurso de amparo ante la Sala Constitucional contra Industrias Infinito S.A., la SETENA y el MINAET, solicitando la suspensión de la corta de árboles como medida cautelar, la cual fue acogida por ese tribunal el 28 de octubre y ordenó además la no aplicación del decreto 34801-MINAET que había otorgado la declaratoria «de interés público y conveniencia nacional» del proyecto minero. El recurso de amparo fue resuelto en definitiva el 16 de abril de 2009, declarando «sin lugar» el reclamo por votación de 5 vs. 2 y ordenando levantar la medida cautelar decretada.
Tras la sentencia del tribunal constitucional, ese mismo día la Asociación Preservacionista de Flora y Fauna Silvestre (APREFLOFAS) solicitó al Tribunal Contencioso Administrativo una medida cautelar a fin de que se ordenara la inmediata suspensión de las actividades de la empresa en el proyecto minero Crucitas, la cual fue otorgada mediante la resolución 1377-2010 en horas de la noche. Con el voto se ordenó suspender los efectos del decreto 34801-MINAET, incluido el permiso de corta de árboles, el desarrollo de infraestructura en áreas de protección y emprender cualquier acción u omisión tendiente a ignorar o a incumplir lo ordenado en esa resolución hasta tanto no se ordenara algo diferente o se emitiera sentencia final en el proceso que daría inicio en esa sede judicial.
La medida provisional fue ratificada por el juez tramitador mediante el voto 1476-2010 del 23 de abril de 2010 y, aunque fue recurrido ante el Tribunal de Apelaciones, este confirmó la medida y adicionó algunas otras el 15 de junio de 2010 mediante el fallo 1476-2010.

### Juicio en el Tribunal Contencioso Administrativo
Dos demandas fueron entabladas en el Tribunal Contencioso Administrativo tendiente a anular el decreto 34801-MINAET, las resoluciones de SETENA y del Ministerio de Ambiente que otorgaron viabilidad ambiental, autorizaron cambios al proyecto y otorgaron por segunda vez la concesión de explotación minera y los permisos de corta de árboles, bajo el argumento de que esos actos administrativos tenían una serie de vicios, que una serie de temas técnicos no fueron adecuadamente evaluados y que se fue omiso en la consideración en los respectivos procedimientos administrativos. El 20 de julio del 2010 el despacho judicial ordenó acumular ambos procesos en un solo expediente y dio inicio a la tramitación del caso bajo el número 08-001282-1027-CA, el debate se realizó durante los días del 4 de octubre del 2010 al 22 de noviembre del 2010 y el tribunal constituido por Eduardo González Segura, quien presidió; David Fallas Redondo y Grace Loaiza Sánchez emitió la sentencia integral el 14 de diciembre del 2010.
De previo el Estado, la empresa minera, el Sistema Nacional de Áreas de Conservación (SINAC) y la Asociación Solidarista de Empleados de Industrias Infinito S.A. (ASOCRUCITAS) presentaron oposición a las demandas e interpusieron las defensas previas de caducidad, cosa juzgada e inadmisibilidad, las excepciones de falta de derecho, falta de legitimación ad causam activa, falta de agotamiento de la vía administrativa, acto consentido, actos no susceptibles de impugnación, prescripción, falta de derecho, falta de legitimación y falta de interés.
El 25 de agosto del 2010 el tribunal rechazó la excepción de falta de competencia alegada, los días 17 de junio, 11 de agosto y 14 de septiembre del 2010 se rechazaron las defensas previas de falta de agotamiento de la vía administrativa, actos no susceptibles de impugnación y la excepción de cosa juzgada material, además de ordenar que las defensas previas de caducidad y prescripción se reservaran para ser conocidas por el fondo. El 4 de octubre del 2010, el tribunal anuló parcialmente lo resuelto por el juez tramitador en la audiencia del 11 de agosto respecto a haber aceptado la coadyuvancia pasiva de la sociedad anónima Instituto Latinoamericano de los Derechos Humanos y la Paz Social y ordenó excluirla del proceso, además luego de escuchar al representante de ASOCRUCITAS aceptó tener a esa entidad como coadyuvante pasiva del proceso, quien interpuso las excepciones de falta de legitimación, falta de interés y falta de derecho.
Al resolver por el fondo el caso, el Tribunal acogió la defensa de actos no susceptibles de impugnación formulada por Industrias Infinito únicamente en relación con los oficios emitidos por el Instituto Nacional de Innovación y Transferencia Agropecuaria (INTA) declarando «inadmisible» la demanda de Jorge Lobo Segura en cuanto a sus pretensiones anulatorias de esos oficios. Además, rechazó las defensas previas de cosa juzgada, caducidad y la denominada «inadmisibilidad de la acción» formuladas por el Estado; rechazó las defensas previas de cosa juzgada, caducidad, prescripción, acto consentido y en lo que no fue acogida la de actos no susceptibles de impugnación formuladas por Industrias Infinito; rechazó las defensas previas de cosa juzgada y caducidad formuladas por el SINAC, rechazó las excepciones de falta de derecho, falta de legitimación activa y falta de interés opuestas por los demandados en relación con las pretensiones de nulidad de las resoluciones de SETENA, MINAE y el decreto 34801-MINAET; acogió la excepción de falta de legitimación activa opuesta por el Estado en relación con la pretensión de daño moral formulada por APREFLOFAS y rechazó las excepciones de falta de derecho, falta de legitimación activa y falta de interés opuestas por los codemandados respecto de las pretensiones de reparación del daño formuladas por Lobo Segura.
El Tribunal determinó por unanimidad que el tener un permiso de exploración minera no otorgaba per se el derecho de concesión a la explotación y que la obtención de este último estaba supeditado a cumplir con obligaciones y requerimientos de ley y reglamentos que no se habían seguido en este caso. Según los jueces, dado que la Sala Constitucional anuló en 2004 la concesión de explotación, el derecho de la empresa se extinguió y su asiento en el Registro Minero debió haberse eliminado, por lo que la resolución que revivió el permiso de explotación para Industrias Infinito el 21 de abril del 2008 era nulo, pues estaba vigente el decreto de moratoria emitido por el expresidente Pacheco de la Espriella.
También por unanimidad, el Tribunal determinó que la viabilidad ambiental que SETENA entregó al proyecto minero había caducado al momento en que fue emitida la resolución, por lo que lo correcto habría sido dictar un nuevo acto precedido de una evaluación ambiental y no aprobar los cambios propuestos por la empresa como efectivamente ocurrió. Los jueces citaron que la resolución 3638-2005-SETENA, dictada el 12 de diciembre del 2005, disponía en el punto número 8 de su «por tanto» que:

La vigencia de esta viabilidad será por un período de dos años para el inicio de la extracción. En caso de no iniciarse la extracción en el tiempo establecido, se procederá con lo establecido en la legislación vigente.

Dado que la viabilidad ambiental fue otorgada en diciembre de 2005, Industrias Infinito debió —según el tribunal— iniciar las obras de extracción o bien solicitar una prórroga de la vigencia de la viabilidad con anterioridad al vencimiento del plazo, mismo que se cumplía en diciembre de 2007, sin embargo, la desarrolladora no lo hizo por lo que la viabilidad se encontraba caducada.
Los jueces encontraron que el Estado omitió realizar un análisis técnico y científico respecto de la propuesta de cambios presentada por la empresa minera, especialmente de los impactos que producirían las modificaciones y las medidas de mitigación y compensación sugeridas. En su lugar, el tribunal señaló que la institución se limitó a hacer un informe en el que básicamente reproducía los aspectos mencionados por la propia empresa desarrolladora en su propuesta, por lo que la resolución de esa institución que autorizó los cambios al proyecto se encontraba viciada de nulidad absoluta.
De seguido, el tribunal indicó que había tres motivos por los cuales la resolución del Poder Ejecutivo que revivió el permiso de explotación minera a favor de Industrias Infinito era ilegal: el acto se emitió cuando estaba vigente el decreto de moratoria emitido por el presidente Pacheco de la Espriella, había incerteza sobre el tratamiento que se le daría al recurso hídrico subterráneo y era improcedente aplicar la figura de la conversión, pues se requería que la ausencia del elemento que vició el primer acto fuera un elemento propio del segundo acto válido.

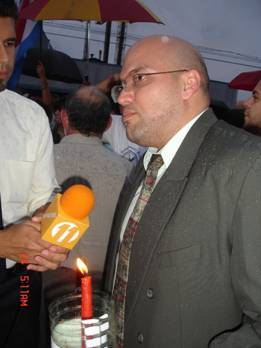
El abogado ambientalista Edgardo Araya Sibaja fue uno de los demandantes contra el proyecto Crucitas en el Tribunal Contencioso Administrativo.

Respecto al decreto que declaró el proyecto minero «de interés público y conveniencia nacional» el tribunal determinó que estaba viciado de nulidad en sus motivos, pues el Poder Ejecutivo no realizó un procedimiento administrativo ordinario para efectuar el balance entre beneficios sociales y costos socioambientales. Asimismo, señaló que el decreto en su sección de fundamentación o motivación presentaba escasez de argumentos para la magnitud del proyecto que estaba bajo estudio, sumado a que no se hizo referencia a documentos, estudios, dictámenes u otros elementos de orden técnico y científico que respaldaran y justificaran la conveniencia nacional de la mina.
Sobre el permiso de cambio de uso del suelo y autorización para cortar árboles, el tribunal determinó que la resolución 244-2008-SCH emitida por el Área de Conservación Arenal-Huetar Norte presentaba vicios en el motivo y además incurría en una desviación de poder, pues entre otras cosas la lista de árboles a cortar incluía especies que no crecían en el lugar y especies que no existían en Costa Rica; en su lugar incluía especies amenazadas y especies en extinción. Los jueces encontraron tres faltas en la resolución: la omisión de tomar en cuenta la existencia de especies cuya corta estaba prohibida por el Decreto Ejecutivo 25700-MINAE vigente desde el 16 de enero de 1997 y a la fecha del dictado del acto, tales como el cipresillo, la cola de pavo y el tostado; la falta de identificación correcta de las especies en la zona por lo que ante la incerteza debió aplicarse el principio precautorio en materia ambiental y no otorgar el permiso, y porque para emitir esa resolución se tomó como base el decreto 34801-MINAET que ya había sido declarado nulo en el juicio.
Respecto al camino público dentro del área de concesión minera que pretendía desaparecerse para construir una laguna de relaves, el tribunal determinó que ese era otro motivo de nulidad, pues, aunque se sabía que ese camino existía y desaparecería de concretarse el proyecto, no se tramitó la desafectación respectiva como la legislación lo ordenaba.
La siguiente causa de nulidad mencionada por el tribunal fue el relacionado con la profundidad a la que se pretendía extraer material y la afectación que tendría un acuífero inferior que existía en la zona. De acuerdo con los jueces, la Administración y la Sala Constitucional fueron inducidas a error por parte de la empresa minera porque se entremezclaron los términos «profundidad» y «elevación» (metros sobre el nivel del mar) para aparentar que el proyecto no impactaría un acuífero cuando eso sí iba a ocurrir, lo que violaba los lineamientos técnicos fijados para otorgar los permisos a la mina.

Industrias Infinito se valió de la posibilidad que normativamente tiene de pedir modificaciones a la viabilidad ambiental. Es decir, utilizó una disposición normativa para lograr un resultado no conforme a la satisfacción de los fines públicos ni del ordenamiento jurídico, lo que considera este Tribunal que constituye un fraude de ley. (...) En ese sentido, es fácil apreciar cómo la confusión entre las nociones de profundidad y elevación fue uno de los factores que hicieron posible el otorgamiento de la viabilidad ambiental a los cambios propuestos al proyecto, obviando y desconociendo así la limitación técnica establecida por la Dirección de Geología y Minas desde el 2001 y que consiste en limitar la extracción hasta la cota de setenta y cinco metros sobre el nivel del mar, lo que a su vez implica interceptar el acuífero inferior en contra de las disposiciones técnicas de la mencionada Dirección. Y la intención de Industrias Infinito de inducir a error a la Administración sobre el tema de comentario, se hace aún más evidente si se considera que la intercepción del acuífero inferior resulta algo esencial para el desarrollo del proyecto minero Crucitas, pues se contaba con el agua derivada de dicha intercepción, la cual sería bombeada a la laguna de relaves o de colas (que es un componente indispensable del proyecto) y, además, se previó que con la intercepción de ese acuífero inferior, una vez finalizada la extracción, el agua permitiría la creación de un lago (el denominado lago Fortuna), que ha sido presentado como uno de los legados positivos que dejaría el proyecto minero e incluso se ha anunciado que la comunidad podría explotar el nuevo lago.
Tribunal Contencioso Administrativo.

Las siguientes causas de nulidad listadas por el tribunal incluyeron la ausencia de un análisis técnico por parte de la administración a la hora de evaluar la propuesta de cambios, el uso de explosivos en el proyecto (utilización que inicialmente se había descartado por parte de la empresa); la omisión de realizar un análisis de los estudios respecto del impacto y medidas de mitigación a la hora de destruir el cianuro; la existencia de criterios técnicos y científicos contradictorios respecto de los peligros que representaba la laguna de relaves para el ambiente y la actividad humana; la ausencia de motivación y motivo a la hora de valorar el componente social del proyecto y una inadecuada determinación del balance costo-beneficio del proyecto así como la ausencia de sello, firma de un ingeniero químico y del visto bueno del Colegio de Ingenieros Químicos de Costa Rica a los diagramas de flujo presentados ante SETENA.
Por todo lo anterior el Tribunal Contencioso Administrativo declaró «parcialmente con lugar» las demandas presentadas y declaró la nulidad de las resoluciones 3638-2005-SETENA, 170-2008-SETENA, R-217-2008-MINAE, 244-2008-SCH y el decreto 34801-MINAET; condenó a Industrias Infinito Sociedad Anónima, al Estado y al Sistema Nacional de Áreas de Conservación a la reparación integral de los daños ambientales provocados con la tala rasa llevada a cabo en las propiedades de la desarrolladora; ordenó al Registro Nacional Minero cancelar la concesión a favor de Industrias Infinito y comunicar la sentencia al Ministerio de Ambiente, Energía y Telecomunicaciones para que iniciara un procedimiento administrativo sancionatorio en contra de sus funcionarios Eduardo Murillo Marchena, José Francisco Castro Muñoz y Cynthia Cavallini Chinchilla; así como comunicar la sentencia al Ministerio Público para que allí se determinara si era procedente o no seguir una causa penal en contra de Óscar Arias Sánchez, Roberto Dobles Mora, Sonia Espinoza Valverde, Sandra Arredondo Li, Arnoldo Rudín Arias, Murillo Marchena, Castro Muñoz y Cavallini Chinchilla.
La sentencia fue sujeta de múltiples apelaciones en tribunales superiores, llegando a casación ante la Sala Primera de la Corte Suprema de Justicia, la cual reconfirmó el fallo original en todos sus extremos en noviembre de 2011 y febrero del 2012.
Industrias Infinito salió de Crucitas el 10 de septiembre de 2015 y en noviembre de ese año, sobre la base de un informe pericial, el Tribunal Contencioso Administrativo ordenó que la desarrolladora, el SINAC y el Estado pagaran 6.4 millones de dólares por daño ambiental en un plazo de seis meses.

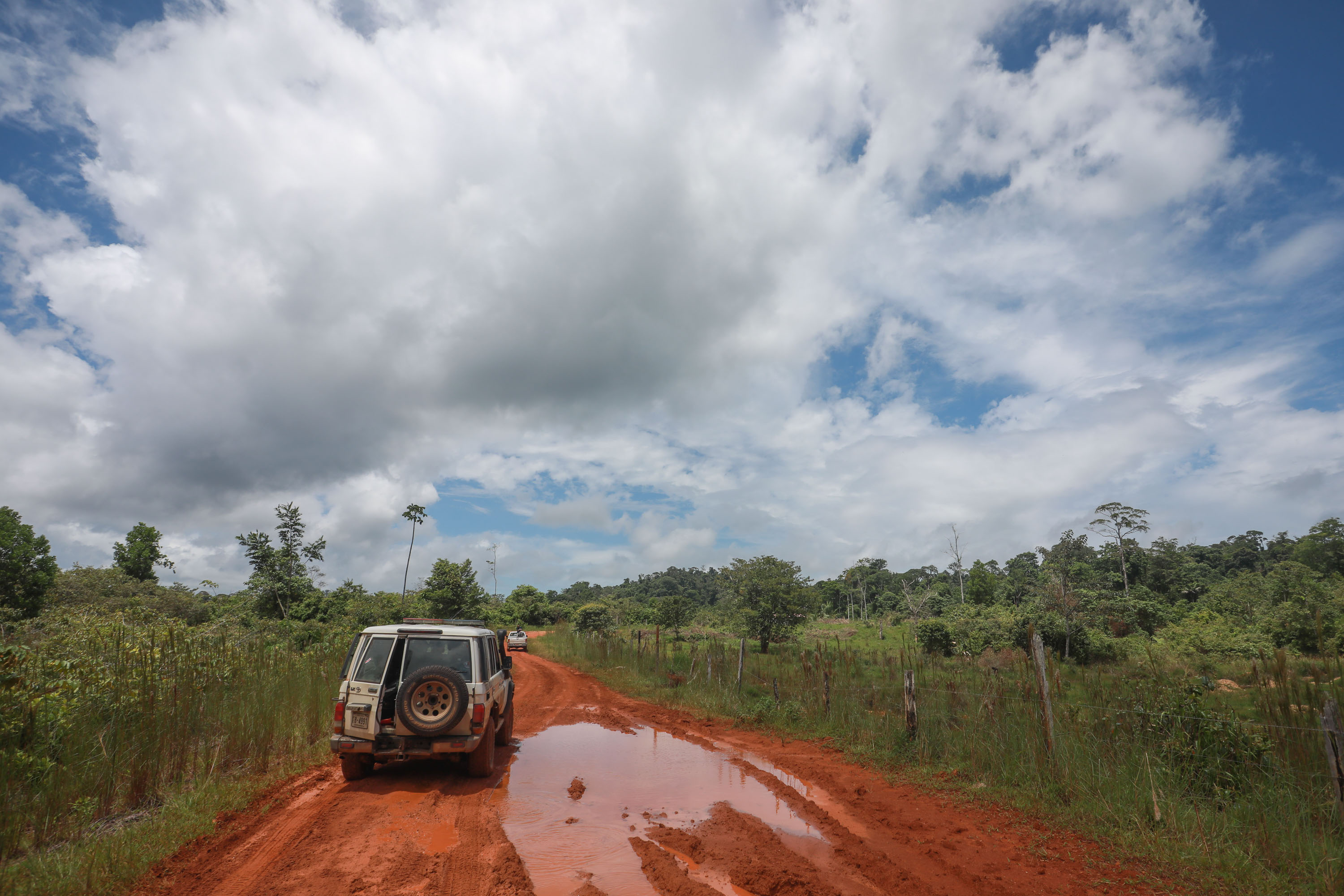
Vehículo de las fuerzas policiales costarricenses en el camino que conduce a la fallida Mina Crucitas.
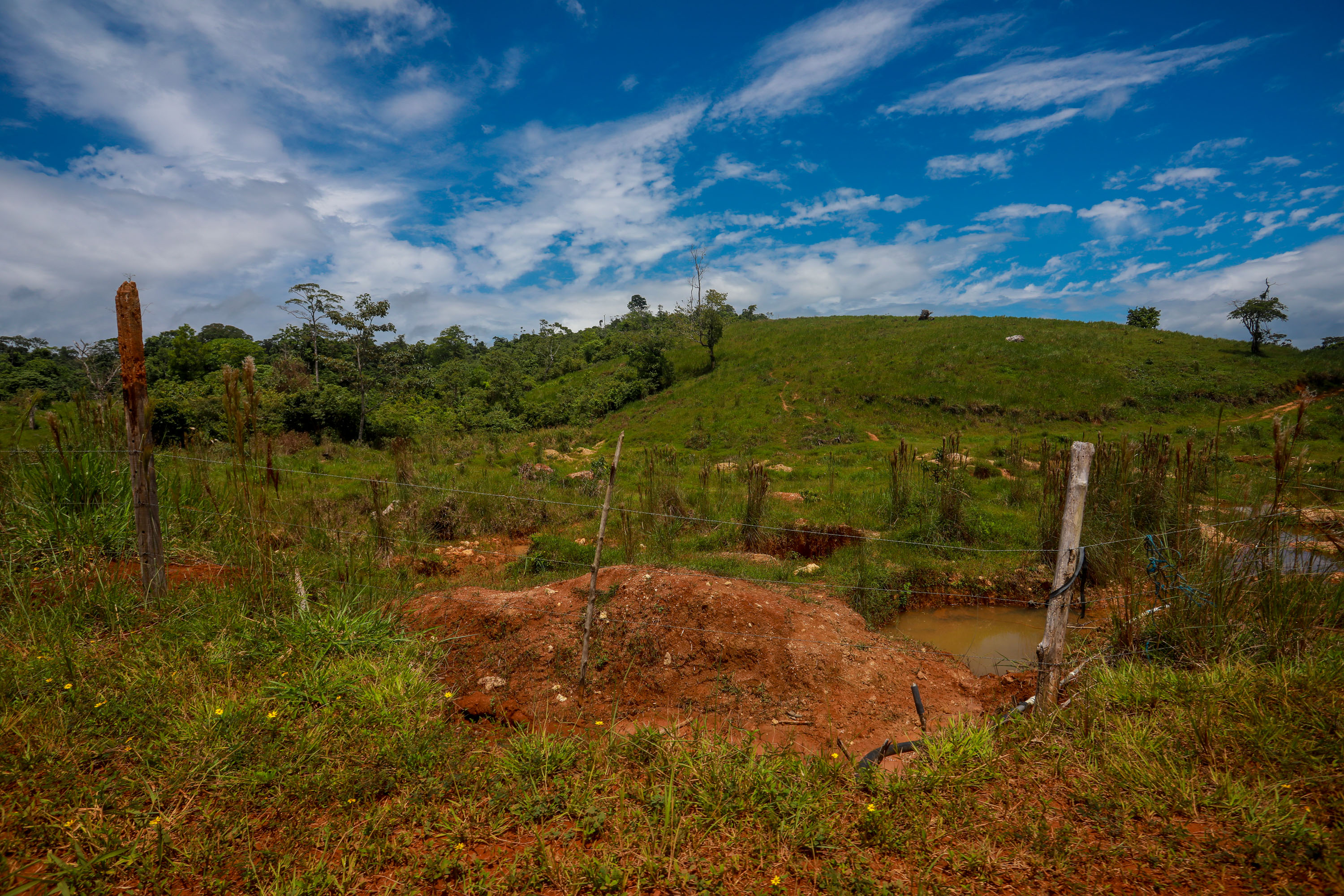
Terreno de la fallida mina Crucitas.
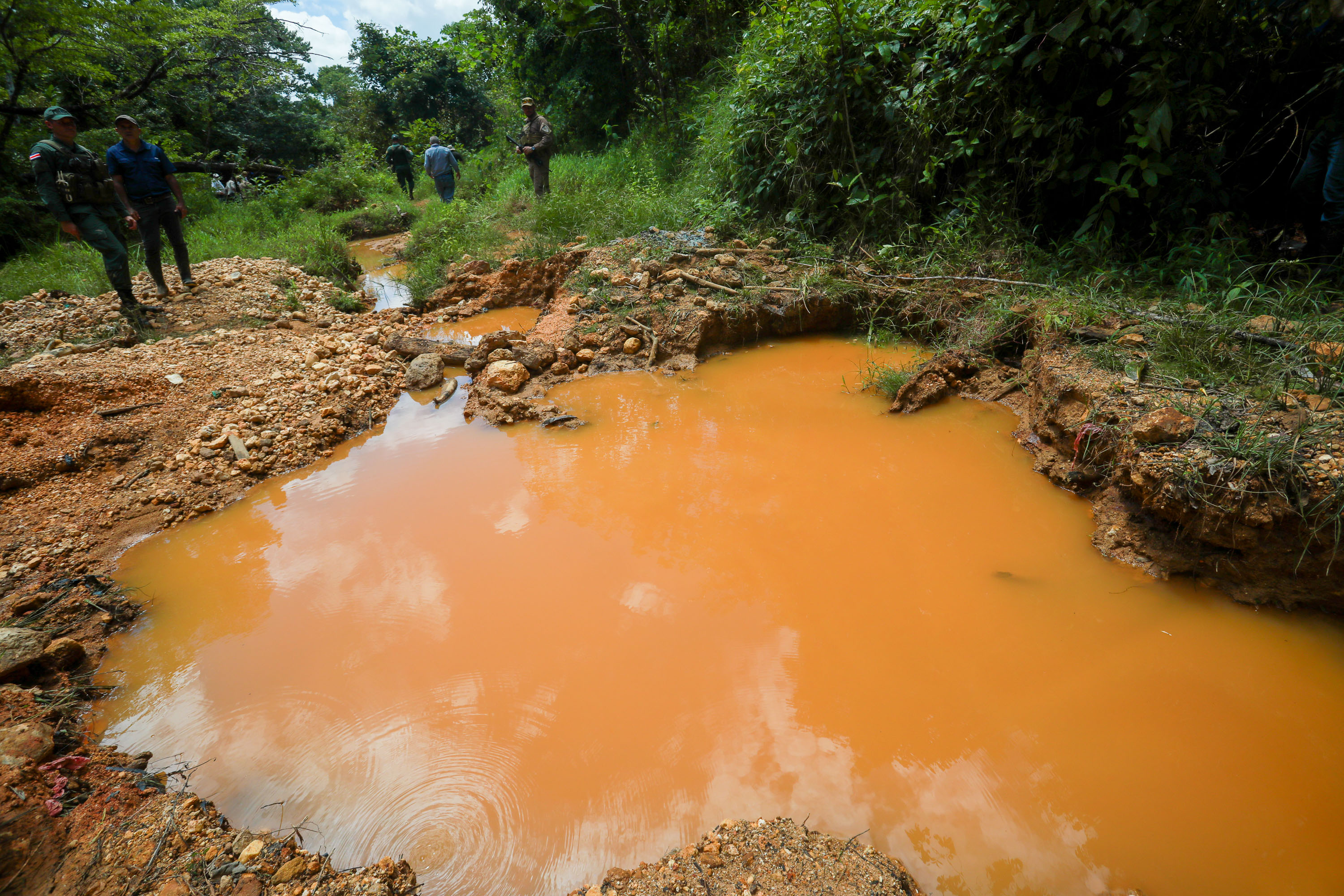
Laguna artificial para extracción ilegal de oro en Crucitas.
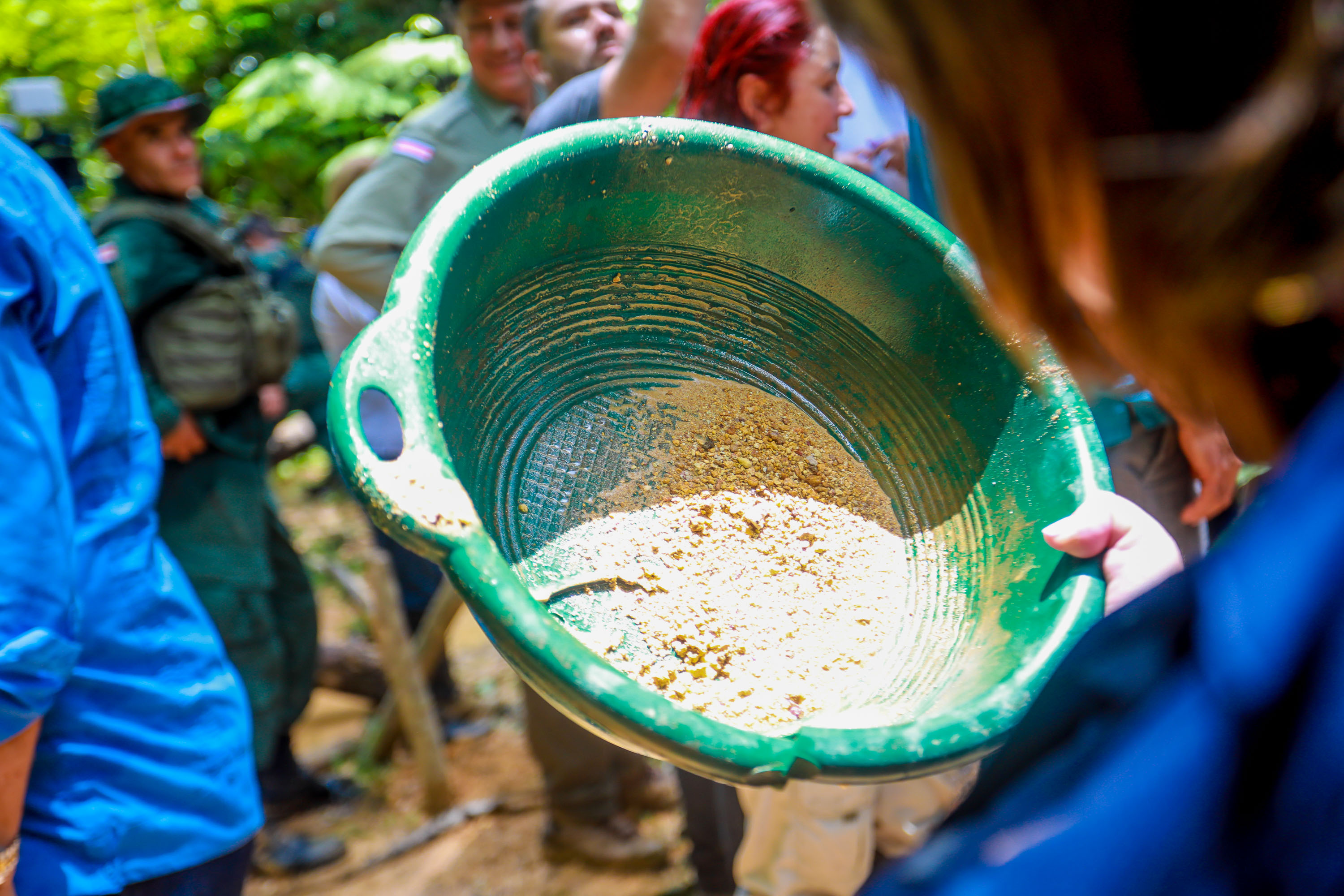
Cesta para filtrado de sólidos y extracción de oro usada ilegalmente en Crucitas.

## Caso en el CIADI
Infinito Gold Ltd. demandó a Costa Rica ante el Centro Internacional de Arreglo de Diferencias Relativas a Inversiones (CIADI) el 4 de marzo de 2014 reclamando 400 millones de dólares. por incumplimiento del Estado costarricense al Acuerdo entre el Gobierno de la República de Costa Rica y el Gobierno de Canadá para la Promoción y Protección Recíproca de Inversiones, suscrito el 18 de marzo de 1998 y que entró en vigor el 29 de septiembre de 1999; y del Convenio sobre Arreglo de Diferencias Relativas a Inversiones entre Estados y Nacionales de Otros Estados, el cual entró en vigor el 14 de octubre de 1966.
El tribunal fue constituido el 29 de septiembre de 2014, las partes seleccionaron a la árbitro suiza Gabrielle Kaufmann-Kohler; la demandante seleccionó al árbitro Bernard Hanotiau de origen belga y la demandada seleccionó a la francesa Brigitte Stern.
El CIADI realizó las audiencias sobre el fondo del caso del 22 al 25 de julio de 2019 en sus oficinas en Washington D. C. las objeciones preliminares del Estado fueron rechazadas por el CIADI con excepción de tres que fueron pospuestas para el análisis de fondo: si la inversión de la empresa minera cumplía con la legislación costarricense, si el tribunal carecía de jurisdicción ratione temporis debido a que las reclamaciones se encontraban prescritas y si la desarrolladora podía invocar la cláusula de la «nación más favorecida» a efectos de «evitar» los defectos jurisdiccionales en el caso.
En su análisis de fondo, el tribunal por mayoría determinó que las reclamaciones no se encontraban prescritas y que Costa Rica había violado su obligación de trato justo y equitativo al promulgar la ley del 2011 que declaró una moratoria total a la minería metálica a cielo abierto en el país, y como medida accesoria por la resolución del Ministerio de Ambiente, Energía y Telecomunicaciones del 2012 que implantó esa prohibición, ya que a criterio de dos de los tres árbitros ello privó a Industrias Infinito de la oportunidad de solicitar una nueva concesión de explotación.
A pesar de esa circunstancia el tribunal señaló que experimentó dificultades para identificar el daño que la moratoria vía ley pudo haber causado, ya que de no ser por la prohibición legislativa de 2011 y la resolución del MINAET de 2012 industrias Infinito habría regresado a la situación de poseedora de un permiso de exploración con una solicitud de concesión de explotación en trámite, pero seguiría vigente la moratoria por decreto ejecutivo del 2010 emitida por el presidente Pacheco de la Espriella lo que habría impedido a la desarrolladora obtener el permiso de explotación; y que dado que el decreto de moratoria fue emitido en 2010 (antes de la fecha de corte de hechos analizados por el CIADI) habían prescrito las pretensiones que sobre ese decreto pudieran formularse.
Los dos árbitros que constituyeron la mayoría en este aspecto del laudo indicaron que incluso si la desarrolladora hubiese probado la existencia del daño causado, eso no lo haría acreedora de una indemnización, pues la posibilidad de solicitar la concesión de explotación no era garantía de que fuera a recibirla, por lo que cualquier cálculo de daños era incierto y altamente especulativo.
El tribunal dio la razón a Industrias Infinito de que sus acciones perdieron valor cuando la sentencia del Tribunal Contencioso Administrativo de 2010, ratificada por la Sala Primera de la Corte en 2011, anuló la concesión de 2008, sin embargo, dio la razón a Costa Rica de que eso no significaba que como cuestión de derecho la decisión hubiese causado una privación sustancial del valor de la compañía, pues el valor de sus acciones se basaba en la ilusión de tener derechos mineros válidos cuando no lo eran.

La Sala Administrativa concluyó que la Concesión de 2008 estaba viciada por un defecto legal que la tornaba nula ab initio. Ello significa que la Sentencia de la Sala Administrativa de 2011 simplemente confirmó dicho estado jurídico. Si esta decisión hubiera sido adoptada de mala fe, con el propósito de privar a Industrias Infinito de una concesión cuya titularidad era válida, habría estado abierta para el Tribunal la posibilidad de evaluar si tuvo carácter expropiatorio. Sin embargo, este no es el caso aquí: tal como se analizó en la Sección VI.C.2.c supra, la Sentencia de la Sala Administrativa de 2011 no puede caracterizarse como una denegación de justicia, ni fue fundamentalmente arbitraria o injusta. Constituyó una decisión de buena fe por parte de la Corte Suprema de Justicia de Costa Rica la cual concluyó que Industrias Infinito no tenía derechos válidos con arreglo al derecho costarricense. En consecuencia, no puede caracterizarse como una medida expropiatoria. En otras palabras, el valor de las acciones de Industrias Infinito y otros intangibles se basaba en una ilusión, es decir, que los derechos mineros eran válidos cuando no lo eran. En realidad, las acciones de la Demandante en Industrias Infinito ya carecían de valor con anterioridad a las medidas impugnadas, las cuales por ende no pueden haber causado su pérdida de valor.
CIADI.

Los árbitros también determinaron que la empresa desarrolladora no tenía el derecho a invocar la cláusula de la «nación más favorecida» pues las concesiones de 2002 y 2008 fueron otorgadas en violación del derecho interno de Costa Rica, lo que hacía nulas sus pretensiones de indemnización respecto de ese punto.
Asimismo, el tribunal rechazó la pretensión de Industrias Infinito de ser exonerada de pagar por el daño ambiental causado en Crucitas en virtud del Acuerdo entre el Gobierno de la República de Costa Rica y el Gobierno de Canadá para la Promoción y Protección Recíproca de Inversiones, ya que dicho tratado mantenía el derecho de Costa Rica a emitir regulaciones internas.

### Parte operativa del laudo
El CIADI sentenció en este caso que:
- Tenía jurisdicción para resolver sobre las reclamaciones planteadas y que salvo el reclamo relativo al reinicio en 2019 del procedimiento para cobro de perjuicios ambientales del Tribunal Contencioso Administrativo de Costa Rica, las reclamaciones eran admisibles.
- Costa Rica violó su obligación de otorgar un trato justo y equitativo a la empresa desarrolladora, de conformidad con el artículo II(2)(a) del Acuerdo entre el Gobierno de la República de Costa Rica y el Gobierno de Canadá para la Promoción y Protección Recíproca de Inversiones.
- Que no podía otorgar compensación a la demandante por los daños causados por ese incumplimiento.
- Que cada una de las partes sufragara el 50 % de los costos del procedimiento y sus respectivos honorarios legales y demás costos.
- Desestimaba todas las reclamaciones y petitorias restantes.

### Opinión separada de la árbitro Brigitte Stern
La árbitro francesa Brigitte Stern emitió una opinión separada respecto de la jurisdicción del tribunal y del fondo de lo resuelto señalando que habría arribado a la misma conclusión general respecto de la controversia bajo su estudio, pero con un camino diferente.
El desacuerdo principal de Stern fue la existencia de jurisdicción ratione temporis, pues a su criterio según el plazo de prescripción previsto en el Acuerdo entre el Gobierno de la República de Costa Rica y el Gobierno de Canadá para la Promoción y Protección Recíproca de Inversiones, el CIADI no tenía jurisdicción sobre las reclamaciones presentadas por la empresa, ya que la fecha de corte de los hechos bajo análisis era el 6 de febrero de 2011 e Industrias Infinito sometió a conocimiento del tribunal cinco medidas con posterioridad a esa fecha límite: la sentencia de la Sala Primera de la Corte Suprema de Justicia del 2011 que ratificó la sentencia del Tribunal Contencioso Administrativo del 2010, la prohibición legislativa de la minería metálica a cielo abierto de 2011 que entró en vigencia en febrero de ese año, la resolución del Ministerio de Ambiente, Energía y Telecomunicaciones del 9 de enero de 2012 que implementó la ley anteriormente mencionada y el reinicio del procedimiento en el Tribunal Contencioso Administrativo para el cobro de los daños ambientales ocasionados en febrero de 2019.
Stern sostuvo que la confirmación de la sentencia del Tribunal Contencioso por parte de la Sala de Casación significaba que el contenido de la primera debía considerarse como existente desde la fecha de su adopción, y que debido a que la sentencia del Contencioso no fue señalada como causa de incumplimientos por parte de Costa Rica para con sus obligaciones internacionales en el voto de mayoría, el país no había cometido falta por lo que el CIADI no tenía jurisdicción.

El hecho de que la Sentencia del TCA de 2010 no resultare revertida por la Sentencia de la Sala Administrativa no puede equipararse a una nueva violación o una nueva pérdida. Solo significa que la primera violación y pérdida que ocurrieron antes de la fecha de corte, no se subsanaron. Todas las demás medidas impugnadas se encuentran profundamente arraigadas en la Sentencia del TCA de 2010, y ninguna de ellas constituye un acontecimiento diferente y jurídicamente significativo. Debe reiterarse que, si no se hubiese dictado la Sentencia de la Sala Administrativa de 2011, la Concesión de la Demandante se habría mantenido anulada. Por lo tanto, yo habría arribado a la conclusión de que se carecía de jurisdicción.
Brigitte Stern.

### Solicitud de nulificación
El 18 de octubre del 2021 Infinito Gold introdujo una solicitud de nulificación del laudo y el CIADI constituyó el comité ad hoc dedicado a su estudio el 6 de enero del 2022 conformado por el estadounidense Brian King quien funge como presidente, José Antonio Moreno Rodríguez de origen paraguayo y la española Deva Villanúa Gómez.
El 2 de mayo el proceso fue suspendido debido a que la Infinito Gold no cumplió con el pago de los anticipos requeridos de conformidad con la norma 14, sección tercera, incisos d) y e) del Reglamento Administrativo y Financiero del CIADI. El pago en cuestión se realizó el 2 de noviembre de 2022, por lo que el CIADI informó que reiniciaba el análisis de la solicitud de la empresa.
El 29 de mayo de 2023 Infinito Gold presentó su memorial de nulificación del laudo requiriendo dejar sin efecto el párrafo 799(d) en el que el tribunal arbitral determinó que no podía otorgar compensación por daños derivados del incumplimiento de Costa Rica al trato justo y equitativo para la empresa, y los párrafos 582 a 586 referidos al análisis hecho por los árbitros respecto a los daños y perjuicios y su decisión de no otorgar indemnización.Costa Rica respondió negativamente el 20 de noviembre de 2023 e Infinito respondió de nuevo el 20 de febrero de 2024. Costa Rica expuso sus argumentos finales el 22 de mayo de 2024, sin embargo, el 14 de junio ambas partes presentaron una solicitud de descontinuación del procedimiento de conformidad con las reglas 53 y 43(1) del proceso de arbitraje, solicitud que fue acogida el 15 de julio, dando por finalizado el procedimiento.